# 조너선 라슨
조선 데이비드 라슨(영어: Jonathan David Larson, 1960년 2월 4일 ~ 1996년 1월 25일)은 미국의 작곡가이자 극작가로써 다문화주의, 중독, 호모포비아, 에이즈등 심각한 사회 문제를 다뤘다. 이러한 주제를 담은 대표적인 작품으로는 렌트와 틱틱붐 등이 있다. 그는 사후에 그의 뮤지컬 렌트로 토니상과 드라마부문 퓰리처상을 수상했다.

## 생애

### 어린 시절
라슨은 유대인부모 앨런과 나네트 라슨 밑에서 태어났다. 그는 어릴 적부터 트럼펫, 튜바, 코러스, 피아노레슨등을 받으며 행위예술, 특히 음악과 무대예술에 많이 노출되어 왔다. 그의 초기 뮤지컬은 클래식 작곡가 스티븐 손드하임과 함께 록 음악가 엘튼 존, 더 후, 빌리 조엘 등의 영향을 받았다. 또한 그는 화이트플레인스 고등학교 연극부의 리더였다.
라슨은 4년 동안 장학금을 받으며 뉴욕주 가든시티에 있는 아델피 대학을 다녔으며 전공은 연극예술로, 셀 수없이 많은 연극과 뮤지컬에 참여했다. 대학을 다니는 동안 그는 학생들로 구성된 카바렛츠(cabarets)라는 그룹에서 음악 작곡을 시작했고, 나중에는 자크 버딕이 쓴 뮤지컬 "Libro De Buen Amor"에 음악작곡으로도 참여한다. 대학생활동안 버딕은 그의 좋은 조언자였다. 예술 학사 학위를 따고 졸업한 라슨은 미시간주의 마우구스타의 반극장(Barn Theartre)에서 피아노를 연주해 Actors' Equity Association의 멤버쉽 카드를 받는다.
라슨은 맨해튼의 그린위치 스트리트와 스프링 스트리트사이에 있는 난방도 안되는 5층짜리 다락방으로 이사하게 되었다. 그와 함께 살며 거쳐갔던 수많은 룸메이트 중 한명인 -광고회사 BBDO의 디렉터이자 뉴스윅 매거지의 기자이고 여배우 제니퍼 빌즈의 남자형제인- 그레그 빌즈는 후에 뮤지컬 렌트의 캐릭터 로저의 모델이 된다.

## 죽음
뮤지컬 렌트가 공연되기 하루 전날 대동맥류파열으로 사망했다.